# Schwedische Rhapsodie Nr. 1
Die Schwedische Rhapsodie Nr. 1 (schwedisch Svensk rapsodi) ist der Untertitel von Midsommarvaka (schwedisch für 'Mittsommerwache'), einer symphonischen Rhapsodie des schwedischen Komponisten Hugo Alfvén (1872–1960). Obwohl es nur das erste von drei gleichnamigen Werken ist, wird es oft einfach als „schwedische Rhapsodie“ bezeichnet.
Die Rhapsodie wurde 1903 geschrieben. Sie ist das bekannteste Stück von Alfvén und eines der bekanntesten Musikstücke in Schweden. Die Partitur, die um 1906 veröffentlicht wurde, beschreibt es als
„[...] a fantasy on popular Swedish folk melodies depicting the moods evoked by an old-time Swedish Midsummer wake; the dancing and games around the May-pole through the magic night of Midsummer Eve. The first theme [...] is the composer's own invention, while other themes are borrowed from the folk-music of Sweden and elaborated by the composer." 
("[...] eine Fantasie über populäre schwedische Volksmelodien, die die Stimmungen einer schwedischen Mittsommerwache aus alter Zeit schildert; die Tänze und Spiele um den Maibaum während der magischen Nacht des Mittsommerabends. Das erste Thema [...] ist eine eigene Erfindung des Komponisten, während andere Themen der schwedischen Volksmusik entlehnt und vom Komponisten ausgearbeitet wurden.")
Die Rhapsodie wurde als Ballett unter dem Titel La Nuit de St Jean adaptiert, choreografiert von Jean Börlin und im Oktober 1920 von den Ballets Suédois in Paris uraufgeführt.

## In der Populärkultur
Das Hauptthema von „Swedish Rhapsody No. 1“ wurde in der Popkultur mehrfach verwendet:
- Es wird wiederholt in dem Kurzfilm The Stranger Left No Card von 1952 gespielt.
- Es wurde 1957 vom amerikanischen Gitarristen Chet Atkins als Fingerstyle-Gitarrensolo arrangiert und aufgenommen und wurde zu einer seiner bekanntesten Aufnahmen.
- Es wird einige Sekunden lang von Deep Purples Gitarristen Ritchie Blackmore während der Version von Lazy auf dem Live-Album Made in Japan der Gruppe gespielt.
- Das Intervallsignal des polnischen Zahlensenders G02 wurde als Schwedische Rhapsodie Nr. 1 identifiziert, was dem Sender seinen Spitznamen Swedish Rhapsody verliehen hat. Dokumente, die später vom polnischen Geheimdienst Agencja Wywiadu offengelegt wurden, besagen, dass das Signal von einer Reuge-Spieldose erzeugt wurde. In den Dokumenten ist fälschlicherweise der Luxembourg Polka von Emile Reisdorff als Liedtitel angegeben, was auf die zu Missverständnissen führende Ähnlichkeit beider Melodien zurückzuführen sei. Tatsächlich handelte es sich dennoch um das Werk von Alfvén.[2]
- Die Aufnahme des Stücks von Percy Faith und seinem Orchester im Jahr 1953 war ein US-Top-30-Hit. Im selben Jahr erreichten leichte britische Orchester-Coverversionen von Mantovani und Ray Martin die UK Singles Chart. 2 und nein. 4 jeweils.[3]
- Mit dem Eröffnungsthema beginnt das Lied Schweden-Mädel auf der gleichnamigen Single (1954) der Schweizer Schlagersängerin Lys Assia.
- Das Eröffnungsthema wird in dem Vers von Mah Nà Mah Nà zitiert, der von Piero Umiliani für den Film Schweden: Himmel und Hölle (1968) geschrieben und später von The Muppets populär gemacht wurde.